# Journey (computerspel)
Journey is een indie-spel ontwikkeld door thatgamecompany, onder leiding van creative director Jenovah Chen. Het spel werd oorspronkelijk exclusief voor PlayStation 3 uitgebracht op 13 maart 2012, maar tijdens Gamescom 2014 werd aangekondigd dat deze ook voor de PlayStation 4 beschikbaar zal zijn.

## Gameplay
Het online avonturenspel kent één hoofddoel: het bereiken van een berg in de verte. Op hun tocht (Engels: journey) naar de berg leiden spelers een figuurtje in rode mantel door een eindeloze woestijn met bevreemdende bouwwerken en ruïnes. Aan de horizon doemt de berg op die ze zullen beklimmen. Het contrast tussen het kleine figuurtje en de open landschappen creëert een gevoel van nietigheid en verbijstering. Instructies worden in het spel visueel overgebracht, op de aftiteling na wordt er geen woord getoond of gesproken. Het in rood gehulde personage draagt ook een sjaal die − wanneer hij gloeit en opgeladen is − de speler toestaat om voor een korte tijd te vliegen. De sjaal kan opgeladen worden door opname van zwevende stukjes stof. Onderweg ontmoeten en ondersteunen spelers elkaar, maar ze kunnen niet verbaal of tekstueel communiceren. Door elkaar te benaderen kunnen ze hun sjaals opladen. Spelers kunnen elkaar niet hinderen en zien er behoudens enkele details allemaal hetzelfde uit. Ze kunnen elkaar helpen in het zoeken naar de juiste weg of om stukjes stof te activeren. Het spel heeft een dynamische cameravoering, die de speler zelf kan controleren. 

### Levels
1. The Beginning - het begin
2. The Bridge - de brug
3. The Desert - de woestijn
4. The Descent - de afdaling
5. The Tunnels - de tunnels
6. The Temple - de tempel
7. The Mountain - de berg
8. The Summit - de top
9. Aftiteling: een terugblik op de afgelegde weg. Op het allerlaatst krijgt de speler de namen te zien van de spelers die hij onderweg tegenkwam.

## Ontvangst
Journey kreeg van zowel recensenten als publiek lovende kritieken voor zijn unieke visuele en auditieve vormgeving. Voor het eerst in de geschiedenis van de computerspelindustrie werd een complete videospelsoundtrack genomineerd voor een Grammy Award. Die eer viel in 2010 al te beurt aan Baba Yetu (Civilization IV), maar dat was een alleenstaand nummer.
Een speciale Collector's Edition is sinds woensdag 17 april te downloaden in de PlayStation Store in verband met de goede ontvangst van de game in Europa.

#### Nominaties
- Grammy Awards 2013: Best Score Soundtrack for Visual Media
- Annie Awards 2013: Best Animated Video Game

#### Prijzen
Enkele van de gewonnen prijzen:
- IGN's Game of the Year (2012)
- GameSpot Game of the Year (2012)
- Entertainment Weekly Game of the Year (2012)
- Telegraph Video Game Awards: Best Director, Best Art Direction, Best Sound Design